# ツァラトゥストラの翼
『ツァラトゥストラの翼』（ツァラトゥストラのつばさ、英: The Zarathustra's Wings）は、岡嶋二人による日本のゲームブック。1986年2月に講談社スーパーシミュレーションノベルスとして刊行され、1990年5月に文庫化された。
岡嶋が唯一手がけたゲームブックで、推理小説の要素を兼ね備えている。元々イギリスの『火吹山の魔法使い』から端を発したゲームブックの一大ブームの時期に、出版社からの依頼によりアドベンチャーものと一線を画した本格的な推理小説のゲームブックとして世に出ることとなった。
物語のコンセプトは、前半が事前調査ならびに鹿島英三郎を殺害した犯人の指摘と、後半は宝石の探索に大別される（犯人を指摘・逮捕しなくても後半のシナリオにはたどりつけるが、エンディングへの到達は不可）。途中で暗号を解読することを要求され、解けない限り先へは進めない上に、解き方は秘密になっている(暗号文と鍵で自力で解く必要がある)。当初のノベルス版は、暗号を解けなかった場合に同封の葉書を送信することによりヒントを得られたが、実際は暗号の解読方法を見出すことまでが困難だったせいか(但し、暗号解読の方法自体は簡単なものである)、葉書の山で編集部は予想外の対応に追われたため、文庫版では袋綴じに変更された。
このほか、文庫版の挿絵は、ノベルス版より描写が簡略化されている。

## ストーリー
資産家の鹿島英三郎が何者かに殺害され、『ツァラトゥストラの翼』と呼ばれる宝石が奪われた。主人公はボスに頼まれ、犯人の追跡と宝石の奪還を目指す。

## 登場人物
※登場人物の中には、主人公が関わったり、信用を損ねる行為をしてしまうとゲーム進行の妨げになるおそれのある人物もいる。

### 探偵事務所
主人公
文中では自分のことを「オレ」と呼んでいる。探偵事務所に所属し、ボスからの指令を受ける。
ボス
探偵事務所の所長。部下がミスを犯せばクビにしたがる性格。物語の途中で主人公に知恵を出す。

### 鹿島家の家族
鹿島清志（かしま きよし）
『翼興産株式会社』の社長で、鹿島英三郎の娘、美矢子の婿。義父の殺人事件で主人公の探偵事務所に調査を依頼する。業務の多忙のせいか、頼みごとがあると返答に些か時間を要することになる。
鹿島英三郎（かしま えいざぶろう）
『翼グループ』の会長で、『ツァラトゥストラの翼』を莫大な金で入手したが何者かに殺害された。広大な屋敷を持っていて、敷地内に多数の鳥を飼育し、鳥に関する美術品を収集・展示している。
鹿島美矢子（かしま みやこ）
鹿島英三郎の一人娘。美人で、父親の遺志を継ぎ、ある隠し部屋の工事に携わっている。
鹿島満（かしま みつる）
清志と美矢子の間の一人息子。祖父の英三郎が大層可愛がっていたせいか、死後、父親の清志に対して反抗的になる。登校拒否の性格で、家庭教師の小滝の元で勉強をしている。

### 事件当時の客人
高瀬大介（たかせ だいすけ）
『翼グループ』の傘下『翼鉄鋼』の社長。後述の上沼・福沢・桑山と一緒に鹿島邸を訪れ、『ツァラトゥストラの翼』を見せてもらった。桑山以外の三人は、事件当時は鹿島邸に一泊していた。
上沼慎治（うえぬま しんじ）
宝石商。鹿島邸の家庭教師、小滝京子と関係を持っている。
福沢愛子（ふくざわ あいこ）
元女優。二度の離婚歴がある。健康管理のため、エアロビクスをやっている。
桑山しのぶ（くわやま しのぶ）
ブティックを経営している。度々ヨーロッパへ旅行に出かけ、不在にすることが多い。

### 鹿島邸の使用人
萩原房子（はぎわら ふさこ）
鹿島邸にメイドとして住み込みで働いている。広大な屋敷の案内をしてくれる。オールドミスらしい。
小滝京子（こたき きょうこ）
萩原房子と同様、住み込みで働く。鹿島満の家庭教師をしていて、時々庭で犬を散歩させている。

### その他
入沢（いりさわ）
警察署の刑事。署長が鹿島英三郎と親しかったこともあり、鹿島のコネを使わないと相手にしてくれない。
ウォルター・デイビス
『ツァラトゥストラの翼』の前の持ち主。名前のみ登場。
ヘンリー村上（ヘンリーむらかみ）
ウォルター・デイビスの代理人。『ツァラトゥストラの翼』の真実について説明する。
仁科律子（にしな りつこ）
保険調査員をやっており、主人公に近づく。
呉 春橋（ゴ シュンキョウ）
仁科いわく香港に住んでいる金持ちとのこと。

## 書誌情報
岡嶋二人『ツァラトゥストラの翼』講談社
- スーパーシミュレーションノベルス、1986年2月5日。ISBN 978-4-06-192451-2
- 講談社文庫、1990年5月15日。ISBN 978-4-06-184671-5
  - 2013年からは電子書籍として購読可能。
- デジタルブック、1995年5月。ISBN 978-4-06-207388-2